# جک پافنری
جک پافنری (انگلیسی: Spring-heeled Jack) موجودی در افسانه های محلی و باورهای عامیانه بریتانیایی در دوران ویکتوریا بوده است. جک پافنری نخستین بار در سال ۱۸۳۷ مشاهده شد. در سال های آتی مشاهدات بیشتری از جک پافنری در سراسر بریتانیا گزارش شد، به ویژه در حومه لندن، میدلندز و اسکاتلند این مشاهدات شایع بود.
نظریه‌های زیادی در مورد ماهیت و هویت جک پافنری وجود دارد. این افسانه محلی در زمان خود برای ظاهر عجیب و غریب جک پافنری و توانایی او در انجام جهش‌های بسیار بلند، محبوبیت زیادی پیدا کرده بود تا جایی که جک پافنری تبدیل به شخصیتی بنیادین در چندین اثر داستانی شده بود.
افرادی که جک پافنری را دیده اند ادعا می‌کردند که او ظاهری وحشتناک و ترسناک دارد. قیافه او شیطانی، دستانش چنگال‌دار و چشمانی «شبیه به گوی آتشین» دارد. در یک گزارش ادعا شده است که او زیر شنل سیاه اش، کلاهخود و جامه‌ای تنگ و چسبان سفید مانند پوستین بر تن داشته است. بسیاری از داستان‌ها نیز هیبت او را «شیطانی» خوانده اند. در گزارش های دگر ادعا شده است که او قدبلند و لاغر اندام بوده و ظاهری مانند یک جنتلمن داشته است. چندین گزارش ادعا کرده‌اند که او می‌توانست شعله‌های آبی و سفید از دهانش بیرون بدهد و پنجه‌های فلزی تیزی در نوک انگشتانش داشته است. حداقل در دو گزارش ادعا شده است که او قادر به صحبت کردن به زبان انگلیسی بوده است.